# Bukelarska tema
Bukelarska tema (starogrško Βουκελλάριον θέμα, latinizirano: Boukellarion thema) točneje Tema Bukelarjev (starogrško θέμα Βουκελλαρίων, latinizirano: thema Boukellariōn) je bila bizantinska tema (vojaško-civilna provinca) v severni Anatoliji v sedanji Turčiji. Ustanovljena je bila okoli sredine 8. stoletja in obsegala večino starodavne Paflagonije ter dele Galatije in Frigije.

## Zgodovina
Temo je nekje po letu 743 in pred letom 767 ustanovil cesar Konstantin V. (vladal 741–775) po zadušitvi upora opsikionskega guvernerja in kasnejšega cesarja Artabazda. Nova tema je bila skladno s cesarjevo politiko zmanjšanja njegove moči skupaj z Optimati ločena od Opsikiona. Tema je dobila ime po poznorimskih  bukelarijih (latinsko bucellarii), elitnih konjeniških enotah gotskega ali rimskega izvora. Bukelariji so se pogosto najemali za zasebne telesne stražarje. Do zgodnjega 7. stoletja so v Opsikionu, ki je bil kasneje povzdignjeni v temo, izoblikovali elitno divizijo. Strateg bukelarijev je bil prvič izpričan leta 767. Njegov sedež je bil v Ancyri (zdaj Ankara, Turčija), nekdanji prestolnici Opsikiona. Pripadal je drugemu rangu strategov z letno plačo 30 funtov zlata. Po mnenju arabskih geografov je poveljeval približno 8000 vojakom. Dvorjani, kandidati za bukelarske  stratege, so bili spatariji srednjega ranga in višji protospatariji, z eno samo izjemo, ko je v 10. stoletju položaj zasedel bolj vzvišen patrikij. Claudiopolis je edina izpričana baza katere od tematskih turm. Tema, ki je bila sprva konjeniška, je kasneje skupaj s Paflagonsko temo imela tudi majhno floto, ki je delovala v Črnem morju. Poveljnik tega mornariškega kontingenta je bil "katepan Bukelarijev in Paflagonov", katerega pečat je izpričan v 10. stoletju. Kasnejši dokazi kažejo, da je bila flota v 10. stoletju sestavljena iz trgovskih in transportnih ladij in ne iz vojnih ladij.
Bukelarska tema se je sprva raztezala od črnomorske obale do osrednje Anatolske planote. Na zahodu je mejila na Optimate in zadnji del Opsikiona, na jugu na Anatolsko temo in na vzhodu na Armensko temo. V 9. stoletju, verjetno okoli leta 820, se je severovzhodna polovica teme ločila in morda z nekaj ozemlja iz Armenske teme oblikovala novo Paflagonsko temo. Obseg Bukelarske teme se je pod cesarjem Leonom VI. Modrim (vladal 886–912) dodatno zmanjšal v korist drugih tem. V 9. stoletju je imela tema dve mesti in trinajst trdnjav, v 10. stoletju pa kar pet mest. Po bitki pri Manzikertu je normanski upornik Roussel de Bailleul leta 1073 ustanovil odcepljeno državo. Vladal je iz Ankire in še naprej širil svoje ozemlje v osrednji Anatoliji, dokler ga ni strmoglavil cesar Aleksej I. Komnen. Ozemlje so leta 1075 zasedli Turki Seldžuki. Med komnensko obnovo so Bizantinci ponovno zavzeli severne dele nekdanje Bukelarske teme, same teme pa niso ponovno ustanovili. Toponim Bukelarij se je v bizantinskih virih ohranil do leta 1263.